# Alex Caruso
Pour les articles homonymes, voir Caruso (homonymie).
Alex Caruso, né le 28 février 1994 à College Station dans le Texas, est un joueur américain de basket-ball. Il mesure 1,93 m, et évolue aux postes de meneur et d'arrière dans l'équipe du Thunder d'Oklahoma City.

## Biographie

### Carrière universitaire
Il passe ses quatre années universitaires à l'université Texas A&M où il joue pour les Aggies entre 2012 et 2016.

### Carrière professionnelle

#### Blue d'Oklahoma City (2016-2017)
Le 23 juin 2016, lors de la draft 2016 de la NBA, automatiquement éligible, il n'est pas sélectionné. En juillet, il participe aux NBA Summer League 2016 de Las Vegas et Salt Lake City avec les 76ers de Philadelphie.
Le 23 septembre 2016, il signe un contrat non garanti avec le Thunder d'Oklahoma City pour participer au camp d'entraînement et tenter de faire partie des quinze joueurs retenus au début de la saison NBA 2016-2017 mais n'est pas conservé.

#### Lakers de Los Angeles (2017-2021)
Il rejoint l'équipe des Los Angeles Lakers à l'été 2017 en signant un two-way contract.
Le 5 avril 2019, il réalise son record de points et de rebonds en carrière lors d'un match NBA en inscrivant 32 points (10/19 au tir dont 5/7 à 3 points) et en prenant 10 rebonds. Il mènera les Lakers de Los Angeles à la victoire contre les rivaux angelinos des Clippers de Los Angeles.
Le 7 juillet 2019, il resigne une saison avec les Lakers de Los Angeles.
Il remporte le titre de champion NBA à l’issue de la saison 2020 face au Heat de Miami.

#### Bulls de Chicago (2021-2024)
Agent libre à l'été 2021, Alex Caruso signe un contrat de 37 millions de dollars sur quatre ans avec les Bulls de Chicago. Lors de la saison 2022-2023, Caruso est sélectionné dans le premier 5 défensif de l'année.

#### Thunder d'Oklahoma City (2024-)
Le 20 juin 2024, il est envoyé au Thunder d'Oklahoma City en échange de Josh Giddey.

## Palmarès

### Université
- SEC All-Defensive Team (2016)

### NBA
- Champion de la Division Pacifique en 2020 avec les Lakers de Los Angeles.
- Champion de la Division Nord-Ouest en 2025 avec le Thunder d'Oklahoma City.
- Champion de la Conférence Ouest de la NBA en 2020 avec les Lakers de Los Angeles.
- Champion de la Conférence Ouest de la NBA en 2025 avec le Thunder d'Oklahoma City.
- Champion NBA en 2020 avec les Lakers de Los Angeles.
- Champion NBA en 2025 avec le Thunder d'Oklahoma City
- NBA All-Defensive First Team en 2023.
- NBA All-Defensive Second Team en 2024.

## Statistiques

### Universitaires
Les statistiques d'Alex Caruso en matchs universitaires sont les suivantes :
| Saison    | Équipe   | Matchs | Titul. | Min./m | % Tir | % 3pts | % LF | Rbds/m. | Pass/m. | Int/m. | Ctr/m. | Pts/m. |
| --------- | -------- | ------ | ------ | ------ | ----- | ------ | ---- | ------- | ------- | ------ | ------ | ------ |
| 2012-2013 | Texas    | 33     | 17     | 24,7   | 37,3  | 26,5   | 60,0 | 3,24    | 3,39    | 1,85   | 0,45   | 5,52   |
| 2013-2014 | Texas    | 34     | 33     | 29,8   | 46,0  | 33,3   | 68,5 | 3,59    | 5,00    | 2,03   | 0,82   | 9,00   |
| 2014-2015 | Texas    | 33     | 33     | 31,5   | 46,3  | 36,6   | 68,5 | 4,55    | 5,52    | 2,09   | 0,06   | 9,12   |
| 2015-2016 | Texas    | 37     | 37     | 28,8   | 50,2  | 36,8   | 78,5 | 3,62    | 5,00    | 2,08   | 0,38   | 8,14   |
| Carrière  | Carrière | 137    | 120    | 28,7   | 45,5  | 34,0   | 68,5 | 3,74    | 4,74    | 2,01   | 0,43   | 7,96   |

### Professionnelles

#### Saison régulière
| Saison    | Équipe        | Matchs | Titul. | Min./m | % Tir | % 3pts | % LF | Rbds/m. | Pass/m. | Int/m. | Ctr/m. | Pts/m. |
| --------- | ------------- | ------ | ------ | ------ | ----- | ------ | ---- | ------- | ------- | ------ | ------ | ------ |
| 2017-2018 | L.A. Lakers   | 37     | 7      | 15,2   | 43,1  | 30,2   | 70,0 | 1,76    | 2,03    | 0,62   | 0,27   | 3,62   |
| 2018-2019 | L.A. Lakers   | 25     | 4      | 21,2   | 44,5  | 48,0   | 79,7 | 2,68    | 3,08    | 0,96   | 0,36   | 9,16   |
| 2019-2020 | L.A. Lakers   | 64     | 2      | 18,4   | 41,2  | 33,3   | 73,4 | 1,92    | 1,94    | 1,09   | 0,28   | 5,45   |
| 2020-2021 | L.A. Lakers   | 58     | 6      | 21,0   | 43,6  | 40,1   | 64,5 | 2,93    | 2,76    | 1,10   | 0,26   | 6,38   |
| 2021-2022 | Chicago       | 41     | 18     | 28,0   | 39,8  | 33,3   | 79,5 | 3,61    | 4,02    | 1,73   | 0,37   | 7,41   |
| 2022-2023 | Chicago       | 67     | 36     | 23,5   | 45,5  | 36,4   | 80,8 | 2,93    | 2,88    | 1,46   | 0,69   | 5,58   |
| 2023-2024 | Chicago       | 71     | 57     | 28,7   | 46,8  | 40,8   | 76,0 | 3,85    | 3,48    | 1,69   | 0,99   | 10,07  |
| 2024-2025 | Oklahoma City | 54     | 3      | 19,3   | 44,6  | 35,3   | 82,4 | 2,94    | 2,54    | 1,61   | 0,56   | 7,07   |
| Carrière  | Carrière      | 417    | 133    | 22,3   | 44,0  | 37,6   | 75,8 | 2,88    | 2,82    | 1,34   | 0,51   | 6,85   |

Dernière mise à jour le 2 juin 2025

#### Playoffs
| Saison   | Équipe      | Matchs | Titul. | Min./m | % Tir | % 3pts | % LF  | Rbds/m. | Pass/m. | Int/m. | Ctr/m. | Pts/m. |
| -------- | ----------- | ------ | ------ | ------ | ----- | ------ | ----- | ------- | ------- | ------ | ------ | ------ |
| 2020     | L.A. Lakers | 21     | 1      | 24,3   | 42,5  | 27,9   | 80,0  | 2,29    | 2,81    | 1,10   | 0,57   | 6,52   |
| 2021     | L.A. Lakers | 6      | 0      | 20,1   | 36,8  | 29,4   | 100,0 | 1,33    | 0,50    | 0,17   | 0,67   | 5,83   |
| 2022     | Chicago     | 4      | 4      | 28,3   | 39,1  | 38,9   | –     | 2,80    | 4,30    | 1,30   | 1,00   | 6,30   |
| Carrière | Carrière    | 31     | 5      | 24,0   | 40,8  | 30,2   | 81,3  | 2,20    | 2,50    | 0,90   | 0,60   | 6,40   |

Dernière mise à jour le 2 octobre 2022

## Records sur une rencontre en NBA
Les records personnels d'Alex Caruso en NBA sont les suivants, :
| Type de statistique        | Saison régulière | Saison régulière           | Saison régulière | Playoffs | Playoffs                  | Playoffs      |
| Type de statistique        | Record           | Adversaire                 | Date             | Record   | Adversaire                | Date          |
| -------------------------- | ---------------- | -------------------------- | ---------------- | -------- | ------------------------- | ------------- |
| Points                     | 32               | @ Clippers de Los Angeles  | 5 avril 2019     | 20       | 2 fois                    | 2 fois        |
| Paniers marqués            | 10               | @ Clippers de Los Angeles  | 5 avril 2019     | 7        | @ Pacers de l'Indiana     | 13 juin 2025  |
| Paniers tentés             | 20               | Jazz de l'Utah             | 7 avril 2019     | 11       | Pacers de l'Indiana       | 7 juin 2025   |
| Paniers à 3 points réussis | 7                | @Timberwolves de Minnesota | 31 mars 2023     | 4        | Pacers de l'Indiana       | 7 juin 2025   |
| Paniers à 3 points tentés  | 8                | 2 fois                     | 2 fois           | 8        | Pacers de l'Indiana       | 7 juin 2025   |
| Lancers francs réussis     | 8                | Nuggets de Denver          | 22 décembre 2019 | 5        | 2 fois                    | 2 fois        |
| Lancers francs tentés      | 8                | 3 fois                     | 3 fois           | 7        | @ Pacers de l'Indiana     | 13 juin 2025  |
| Rebonds offensifs          | 6                | Raptors de Toronto         | 27 octobre 2023  | 4        | Trail Blazers de Portland | 20 août 2020  |
| Rebonds défensifs          | 9                | Warriors de Golden State   | 15 janvier 2023  | 4        | Bucks de Milwaukee        | 24 avril 2022 |
| Rebonds totaux             | 13               | Raptors de Toronto         | 27 octobre 2023  | 5        | Trail Blazers de Portland | 20 août 2020  |
| Passes décisives           | 13               | Trail Blazers de Portland  | 9 avril 2019     | 10       | @ Bucks de Milwaukee      | 20 avril 2022 |
| Interceptions              | 6                | 2 fois                     | 2 fois           | 5        | @ Pacers de l'Indiana     | 13 juin 2025  |
| Contres                    | 3                | 2 fois                     | 2 fois           | 2        | 5 fois                    | 5 fois        |
| Balles perdues             | 7                | Trail Blazers de Portland  | 9 avril 2019     | 4        | Suns de Phoenix           | 30 mai 2021   |
| Minutes jouées             | 43               | Jazz de l'Utah             | 7 avril 2019     | 38       | @ Bucks de Milwaukee      | 20 avril 2022 |

- Double-double : 5
- Triple-double : 0

Dernière mise à jour : 27 octobre 2023